# اوکا-درا

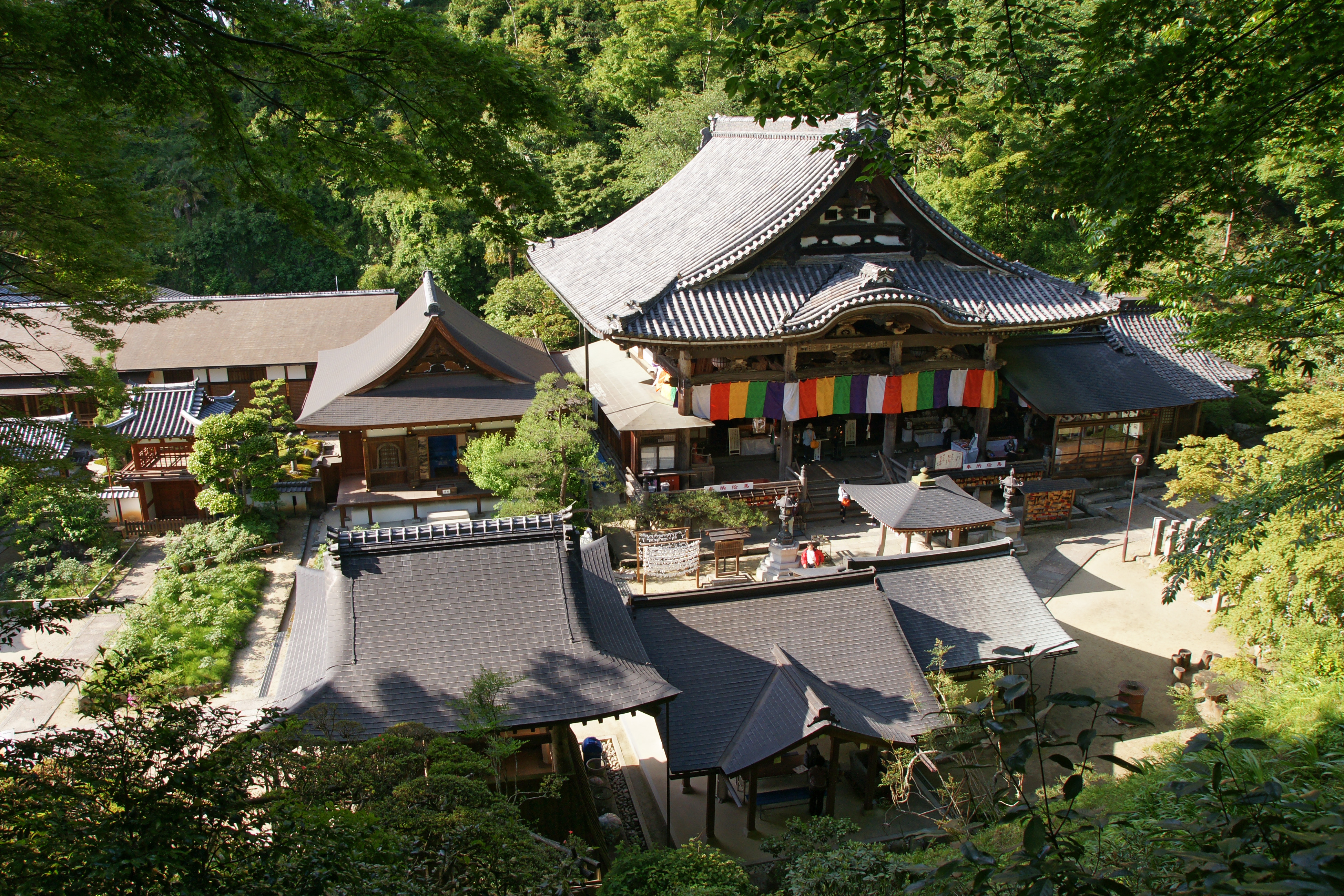
منظره معبد اوکا

اوکا-درا (به ژاپنی: 岡寺 Oka-dera)، معبد بزرگ بودایی (بودیسم) و یک پرستشگاه در منطقه تاریخی آسوکا، یاماتو، استان نارا، ژاپن است.